# RADICAL LEAGUE
RADICAL LEAGUE（ラジカル・リーグ）とは、2000年4月3日から2009年3月31日までFM-FUJIで平日夜に放送していたラジオ番組。代々木にある「STUDIO ViViD」から公開生放送されていた。

## 概要
曜日別パーソナリティが、設定したテーマやフリーメッセージ、コーナーへ、リスナーから送られてくるFAXやe-mailを紹介し、トークを展開するラジオ番組である。コーナー名は各曜日で異なるが、ゲストを迎えるゾーンを22時台に設けていた。
開始時から2008年3月までは、月曜 - 木曜のみの放送だったが、時間枠・時間帯は変更が行われていた。2003年10月の番組改編で、開始時刻を前倒しする形で3時間枠を4時間に拡大、2006年4月の番組改編で終了時刻を早めた3時間枠に戻る。2008年4月の番組改編で、金曜日にも放送するようになると共に、再び4時間に拡大された。1週の放送時間も4日間計12時間から、5日間計20時間にアップすることになった。これに伴い、19:00 - 21:00枠にあった『J-HITS POWER STATION』が終了し、また長年金曜日夜に放送していた『ROCKADOM』が日曜日20:00-22:30枠へ移動する形となった。

## 放送時間
| 期間    | 期間    | 放送時間（日本時間）                |
| ------- | ------- | ----------------------------------- |
| 2000.04 | 2003.09 | 月曜 - 木曜 22:00 - 翌1:00（180分） |
| 2003.10 | 2006.03 | 月曜 - 木曜 21:00 - 翌1:00（240分） |
| 2006.04 | 2008.03 | 月曜 - 木曜 21:00 - 翌0:00（180分） |
| 2008.04 | 2009.03 | 月曜 - 金曜 20:00 - 翌0:00（240分） |

## 各曜日のサブタイトル変遷

### 月曜日
- 2000.4-2003.9 西任暁子のNIGHT FLOW（ナイト・フロー）※1
- 2003.10-2006.3 菊地由美のRADIO JUNCTION（レディオ・ジャンクション）
- 2006.4-2009.3 タイムマシーン3号〜I'm HUNGRY?〜

### 火曜日
- 2000.4-6 奥居俊二の“いてもーたろか!”（→木曜へ移動[1]）
- 2000.7-2005.3 石川實の「なめんなよ!」（木曜から移動）
- 2005.4-2008.3  U.K.'s Next Door
- 2008.4-2009.3 かながわIQのギガンティック・ロッキン・ボム

### 水曜日
- 2000.4-2003.9 似鳥裕子のトリニータ的生活
- 2003.10-2006.3 バナナマンラジオ オジラ
- 2006.4-2009.3 X-GUNラジオ どすこい!!（2008.9まで「丁半コロコロラジオ どすこい!!」）

### 木曜日
- 2004.4-6 石川實の「なめんなよ!」（→火曜へ移動）
- 2000.7-2001.3 奥居俊二の“いてもーたろか!”（火曜から移動）
- 2001.4-2009.3 オクイシュージのオレがカバやねん rock'n rall show

### 金曜日
- 2008.4-2009.3 波田陽区の夢までテキーラ

当初はこれまでFM-FUJIで各番組を担当していたパーソナリティ（西任：J-POP SQUARE、西任、石川：RADIO GARAXY、似鳥：SUPER FREAK SUNDAY、奥居：RADIO-izm）を中心に起用することが多かったが、2003年にバナナマンを起用して以降、お笑いタレントの起用が増えてくる。
（※1）西任暁子は現在『西任白鵠』名義で活動中。

### 2008年度の各曜日放送内容

#### 月曜日『タイムマシーン3号〜I'm HUNGRY?〜』
2008年時点
- もしも読書
- 合戦!関ヶ山
- デブゴンクエスト
- 代々木屋内音楽堂（ゲストゾーン）
- 妄想検定
- お笑い警察23時（不定期）
- 太、応援団長！
- 恋人以上友達未満

放送開始一ヶ月以内?に終わったコーナー
- 本当の私
- 現代隠語の基礎恥識

2006年3月に終了したコーナー
- あの音を歌いたい！
- 関ちゃん相談室

2006年5月中に終了したコーナー
- あんたあの娘の何なのさ

2007年9月24日に終了したコーナー
- ズバリ真剣！山塾ロック

2007年10月1日に終了したコーナー
- 太っちょ王国
- あの音を歌いたいリターンズ

2008年03月31日に終了したコーナー
- ガールズ・パラダイス（ゲストゾーン）
- 言葉のナイフ
- 駄じゃラップ

#### 火曜日『かながわIQのギガンティック・ロッキン・ボム』
- ギガンティック・ポップティーン・ハイスクール
- IQ'sカルチャーBOMB
- 井戸端セッションズ
- 恋愛戦術予報
- ギガンティック・MUSIQ・ボム（ゲストゾーン）
- お夜食プラチナム
- オマエに金メタル!

#### 水曜日『(丁半コロコロ→)X-GUNラジオ どすこい!!』
- 号泣島田の首都神話
- 9時っちゃう?（TBS系「2時っチャオ!」のパロディー）
- 目指せ!ハコバン!
- ゲストコーナー－友達何人できるかな?!－（ゲストゾーン）
- 下ネタ川柳
- ヤンキーさがねの夢は夢のままで（ニッポン放送「ヤンキー先生!義家弘介の夢は逃げていかない」のパロディー）
- さがねのスピリチュアルフレーズ
- どすこいスポーツ
- 日本西尾大賞

#### 木曜日『オクイシュージのオレがカバやねん rock'n rall show』
- ボツネタの墓場
- オレカバ工房
- 前門の野田後門のオクイ（月末）

サンズ社長の野田義治が出演
- オクイの十戒（ゲストゾーン）
- ?月32日子（?にはその月の数字が入る）
- 嗚呼！人生に涙あり〜オレカバ漫遊日記〜
- バカゾンビ
- 番組普及列伝〜チャレンジ魂〜

2006年3月まで放送されたコーナー
- 泥沼 闇金融元幹部（闇金融への道）
- 新人養成・鬼ドリル
- タイトルコール選手権!

#### 金曜日『波田陽区の夢までテキーラ』
- 武道館を目指せ バンド〜です!!
- 21時のハローワーク（13歳のハローワークのパロディ）
- I LOVE MASASHI SADA
- 「愛してる」といってくれ!!（ゲストゾーン）
- ロード テゥ 知事
- ハタクリニック
- 歴史を作れ 名言ちゃん
- 今週の「いいのよ」

## 番組の終了とその後
- 2009年4月のFM-FUJI平日枠大型改編（10時 - 25時まで5番組、全15時間）により、3月31日の放送を最後に、RADICAL LEAGUEは9年間の歴史に幕を下ろしたが、翌日4月1日からは、これまでのRADICAL LEAGUEのスタイルをほぼ継承する形として、月 - 金曜21:00 - 24:00枠で『NEVERMIND!!』がスタートし、引き続きSTUDIO ViViDから生放送されている。
- なお、火曜日のかながわIQは引き続きNEVERMIND!!金曜日に、金曜日の波田陽区は木曜日に出演している。また、月曜日に出演していたタイムマシーン3号は『DREAM STAGE』（金曜日24:00-24:30→土曜日15:00-15:53）を経て、2010年4月より『NEVERMIND!!』月曜日に出演している。

## その他
- 2005年11月2日に生放送したTBS「お笑いLIVE10!」との2局同時中継が実現した。21時40分頃、FM-FUJIの「STUDIO VIVID」に同局の青木裕子アナウンサーが訪れ、水曜DJのバナナマンにネタを披露してもらうように頼んでいた。FM-FUJIではネタの模様（音声）が流れたほか、ネタ終了後にTBSがすぐCMに入り同時中継の後、今度はバナナマンが早口言葉を青木アナに頼み、「隣の竹やぶに竹立てかけたのは、竹立てかけたかったから竹立てかけたのだ」を見事言い切ったところまでの約11分間放送された。
- この放送時間帯は、放送倫理・番組向上機構 (BPO) や公共広告機構（AC、現：ACジャパン）のCMが頻繁に流れ[2]、番組内で話題に上がることがあった。月曜日の〜 タイムマシーン3号 〜 I'm HUNGRY? 〜では、琴欧洲勝紀の『はっけよいエコライフ』が話題に上がりマネをされたり、水曜日の丁半コロコロラジオ どすこい!!では、『こども教育委員会』について批判意見を言ったりなど多々ある。